# Harris Tchilimbou
Harris Brandt Tchilimbou Mavoungou (sinh ngày 11 tháng 11 năm 1988 ở Brazzaville) là một cầu thủ bóng đá người Congo hiện tại thi đấu cho AS Police de Pointe-Noire.

## Sự nghiệp
Tchilimbou bắt đầu sự nghiệp ở đội trẻ AS Saint-Martin và thi đấu 2 năm cho câu lạc bộ trước ký hợp đồng với CARA Brazzaville. Sau 1 năm với CARA, anh gia nhập AC CNFF và sau đó là AS Police de Pointe-Noire.

## Sự nghiệp quốc tế
Tchilimbou từng là thành viên của U-20 Cộng hòa Congo tại Giải vô địch bóng đá U-20 thế giới 2007 ở Canada và thi đấu 4 trận.
Anh có màn ra mắt ở vòng loại World Cup trước Mali vào ngày 1 tháng 6 năm 2008.

### Bàn thắng quốc tế
Tỉ số và kết quả liệt kê bàn thắng của Congo trước.
| #  | Ngày                 | Địa điểm                                                         | Đối thủ              | Tỉ số | Kết quả | Giải đấu                                     |
| -- | -------------------- | ---------------------------------------------------------------- | -------------------- | ----- | ------- | -------------------------------------------- |
| 1. | 28 tháng 9 năm 2008  | Sân vận động Alphonse Massemba-Débat, Brazzaville, Congo         | Tchad                | 1–1   | 2–1     | Giao hữu                                     |
| 2. | 15 tháng 11 năm 2011 | Sân vận động Quốc gia 12 tháng 7, São Tomé, São Tomé và Principe | São Tomé và Príncipe | 5–0   | 5–0     | Vòng loại giải vô địch bóng đá thế giới 2014 |